# Arnold Rüütel
Arnold Rüütel (10. května 1928 Pahavalla – 31. prosince 2024) byl estonský agronom a původně komunistický, později agrární politik. Roku 1983 se stal předsedou Nejvyššího sovětu Estonské SSR (od r. 1990 Estonské republiky), v čele republiky (od roku 1991 nezávislé) tak do roku 1992 stál jako předseda parlamentu a znovu pak v letech 2001 až 2006 jako prezident. Prezidentem byl zvolen jako kandidát agrárního Estonského lidového svazu (ERL), po jeho zániku vstoupil roku 2012 do populistické Estonské konzervativní lidové strany (EKRE).

## Vyznamenání
| Stát          | Stuha | Název                                                  | Datum udělení      |
| ------------- | ----- | ------------------------------------------------------ | ------------------ |
| Estonsko      |       | Řád kříže země Panny Marie I. třídy s řádovým řetězem  | 2001, 2. října     |
| Estonsko      |       | Řád státního znaku I. třídy s řetězem                  | 2007, 19. prosince |
| Finsko        |       | velkokříž s řetězem Řádu bílé růže                     | 2001               |
| Island        |       | velkokříž Řádu islandského sokola                      | 2004               |
| Itálie        |       | velkokříž s řetězem Řádu zásluh o Italskou republiku   | 2004, 8. dubna     |
| Kypr          |       | velkokříž s řetězem Řádu Makaria III.                  | 2004               |
| Litva         |       | velkokříž Řádu Vitolda Velikého se zlatým řetězem      | 2004, 30. září     |
| Lotyšsko      |       | velkokříž s řetězem Řádu tří hvězd                     | 2005, 2. prosince  |
| Lucembursko   |       | velkokříž Řádu Adolfa Nasavského                       | 2003               |
| Maďarsko      |       | velkokříž s řetězem Záslužného řádu Maďarské republiky | 2002               |
| Malta         |       | Národní řád za zásluhy                                 | 2003, 1. října     |
| Norsko        |       | velkokříž Řádu svatého Olafa                           | 2002, 10. dubna    |
| Polsko        |       | Řád bílé orlice                                        | 2002, 12. března   |
| Portugalsko   |       | velkokříž s řetězem Řádu prince Jindřicha              | 2003, 29. května   |
| Portugalsko   |       | velkokříž s řetězem Řádu svatého Jakuba od meče        | 2006, 8. března    |
| Rumunsko      |       | velkokříž s řetězem Řádu rumunské hvězdy               | 2003               |
| Slovensko     |       | Řád bílého dvojkříže I. třídy                          | 2005               |
| Sovětský svaz |       | Odznak cti                                             | 1965, 1. října     |
| Sovětský svaz |       | Leninův řád                                            | 1971, 8. dubna     |
| Sovětský svaz |       | Řád přátelství mezi národy                             | 1981, 16. března   |
| Sovětský svaz |       | Řád rudého praporu práce                               | 1988, 7. května    |